# Djezar
Pour les articles homonymes, voir Djezzar (homonymie).
Djezzar est une commune de la wilaya de Batna en Algérie, située à environ 125 km à l'ouest de Batna.

## Géographie

### Situation
Le territoire de la commune de Djezzar se situe à l’ouest de la wilaya de Batna.
| Belaiba (wilaya de M'Sila)              | Hamma (wilaya de Sétif) | Gosbat                       |
| Belaiba (wilaya de M'Sila), Ouled Ammar | Djezzar                 | Gosbat                       |
| Ouled Ammar                             | Barika                  | Boumagueur, Sefiane, Seggana |

### Localités de la commune
La commune de Djezzar est composée de 15 localités :
- Adjissa
- Ben Amor
- Gouaoura
- Laliat
- Maachat
- Madher
- Merabtine
- Ouled Bouchareb
- Ouled Bourenane
- Ouled Derradji
- Ouled Mebarek
- Ouled Meguellati
- Ouled Mohamed
- Ouled Selih
- Ouled Toumi